# دوئل با چاقوی مکزیکی
دوئل با چاقوی مکزیکی (انگلیسی: Mexican Knife Duel) یک فیلم کوتاه سیاه و سفید در سال ۱۸۹۴ از استودیو ادیسون است که توسط ویلیام کندی دیکسون و ویلیام هیس به عنوان فیلمبردار ساخته شده است. نمایشگاهی از مهارت‌های مبارزه توسط پدرو اسکویول مکزیکی و دیونسیو گونزالس به نمایش گذاشته شده است. این فیلم که در استودیوی بلک ماریا ادیسون فیلمبرداری شده است، مدت زمان ۶۰ ثانیه دارد.